# Liste der Monuments historiques in Montécheroux
Die Liste der Monuments historiques in Montécheroux führt die Monuments historiques in der französischen Gemeinde Montécheroux auf.

## Liste der Objekte
| Bezeichnung | Beschreibung                                                     | Standort                          | Kennzeichnung | Schutzstatus | Datum | Bild |
| ----------- | ---------------------------------------------------------------- | --------------------------------- | ------------- | ------------ | ----- | ---- |
| Kelch       | Silber, vergoldet, 17. Jahrhundert, Nicolas Parrol zugeschrieben | in der lutherischen Kirche (Lage) | PM25001121    | Classé       | 1961  |      |